# Sam Johnstone
Samuel Luke "Sam" Johnstone (født 25. marts 1993 i Preston, England) er en engelsk fodboldspiller, der til daglig spiller for West Brom.